# Frank Grose
Frank Grose (* 16. November 1909 in Christchurch; † 11. August 1952 ebenda) war ein neuseeländischer Radrennfahrer und nationaler Meister im Radsport.

## Sportliche Laufbahn
Grose gewann 1934 die erstmals ausgetragene Meisterschaft im Straßenrennen der Amateure in Neuseeland. 1938 (wie auch bereits 1934) vertrat er sein Land bei den British Empire Games im Straßenrennen, in dem sein Teamkamerad John Brown die Silbermedaille gewann. Er selbst musste nach einem Materialschaden das Rennen vorzeitig beenden. Mehrfach siegte er bei den nationalen Bahnmeisterschaften im Zeitfahren und über 100 Meilen. Grose war neunfacher Sieger des Round-the-Gorges-Rennens, einem der traditionsreichsten Straßenradrennen der damaligen Zeit in seiner Heimat.